# Мухаммад Халід
Мухаммад Халід (18 березня 1973) — пакистанський хокеїст на траві.
Бронзовий призер Олімпійських Ігор 1992 року, учасник 1996 року.